# Tilligerry-Nationalpark
Der Tilligerry-Nationalpark ist ein Nationalpark im Osten des australischen Bundesstaates New South Wales, 147 km nordöstlich von Sydney und rund 28 km nordöstlich von Newcastle.
Der Park umfasst die Nordufer des Tilligerry Creek. Dort ist die typische Küstenlandschaft mit Mangroven geschützt. Nördlich des Nationalparks liegt die größere Tilligerry State Conservation Area, ein staatliches Schutzgebiet. Im Osten, an der Spitze der Halbinsel, befindet sich der Tomaree-Nationalpark, im Norden, an der Big Swan Bay, der Karuah-Nationalpark. Im Park, der zur Tilligerry-Halbinsel gehört, kann man Koalas beobachten.